# Parcent
Parcent ist eine spanische Gemeinde in der Region Valencia. Der Ort liegt in der Provinz Alicante im Bereich der Marina Alta mit 1.021 Einwohnern (Stand: 2024).